# クレイトン・クリステンセン

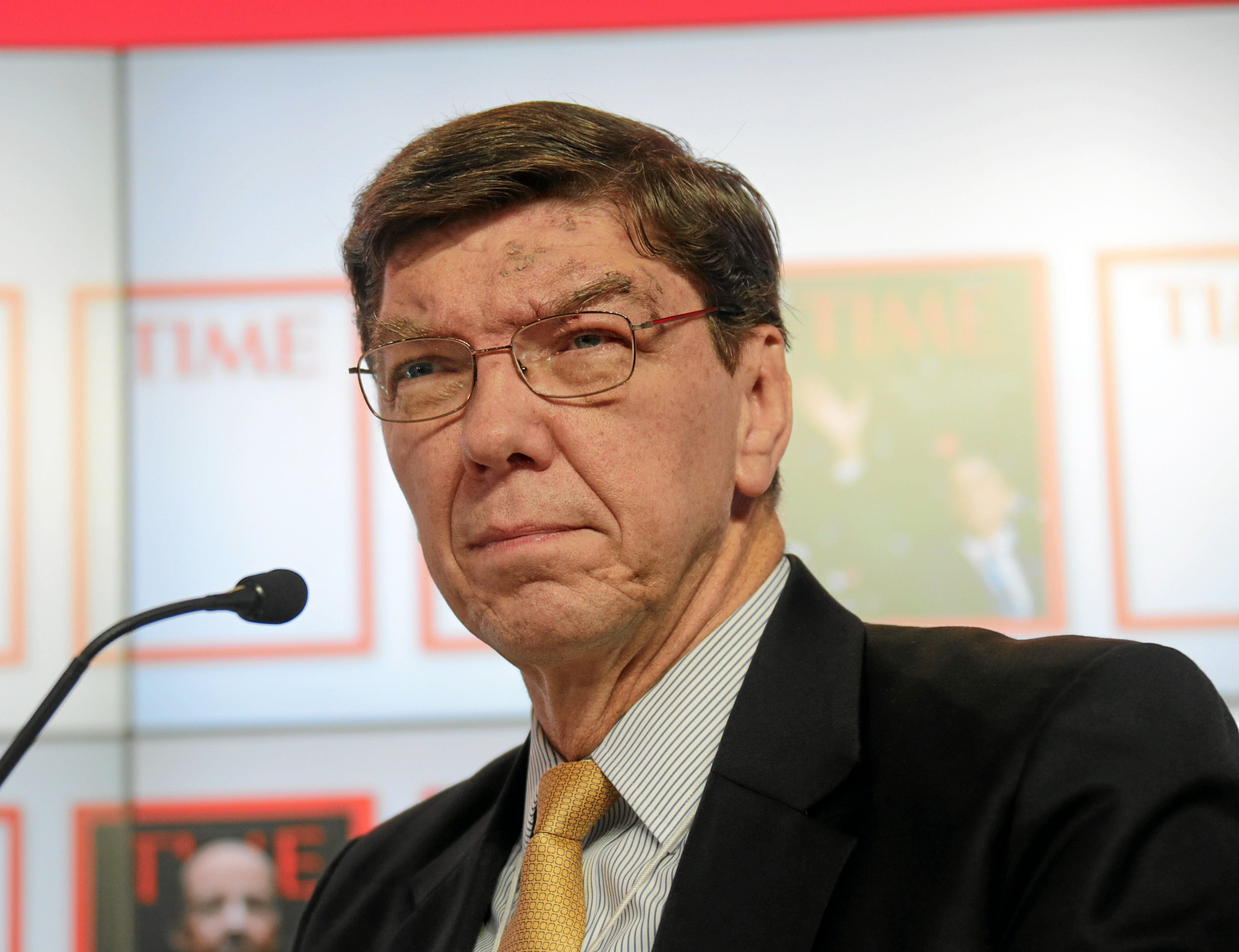
クレイトン・クリステンセン（2013年）

クレイトン・クリステンセン（Clayton M. Christensen、1952年4月6日 - 2020年1月23日）は、アメリカ合衆国の実業家、経営学者。初の著作である『イノベーションのジレンマ』によって破壊的イノベーションの理論を確立させたことで有名になり、企業におけるイノベーションの研究における第一人者である。また、イノベーションに特化した経営コンサルティング会社であるイノサイトを共同で設立し、ハーバード・ビジネス・スクール (HBS) の教授も務めた。

## 経歴
クリステンセンは1952年4月6日にアメリカ合衆国ユタ州ソルトレイクシティに8人兄弟の第二子として生まれた。ブリガムヤング大学経済学部を首席で卒業後、オックスフォード大学の経済学修士、ハーバード・ビジネス・スクールの経営管理学修士、経営学博士 を取得した。学生時代は203cmある身長を生かし、バスケットボールチームに入っていた。
ボストン・コンサルティング・グループではコンサルタントおよびプロジェクトリーダーとして1979年から1984年を過ごし、製造業向けのコンサルティングサービスに貢献した。その間、ホワイトハウス・フェローとして運輸省長官を2年間補佐した。その後、1984年にはMITの教授数名と共同で Ceramics Process Systems Corporationを設立し、会長兼社長を務めた。
1992年からハーバード・ビジネス・スクールの教員となり “Building and Sustaining a Successful Enterprise” というコースを担当している。この間、わずか2年で博士課程を取得し、その博士論文は、最優秀学位論文賞、ウィリアム・アバナシー賞、ニューコメン特別賞、マッキンゼー賞のすべてを受賞した。
2000年にはイノサイトも設立する。さらに、2005年には関連会社 Innosight Venturesを立ち上げ、シンガポールにおけるベンチャーキャピタルも手掛ける。ここでの経験を生かし、Rose Park Advisorsという投資会社も2007年に設立した。イノベーションと企業の成長に関する研究が評価され、最も影響力のある経営思想家トップ50を隔年で選出する THINKERS50 のトップに3回連続で選ばれた。
2020年1月にクリステンセンは患っていたがんの合併症でなくなった。日本国内でもイノベーションと経済成長の思想家としてだけでなく、氏の人生哲学を惜しむ声が多く、ビジネス書とは一線を画す『イノベーション・オブ・ライフ』を名著として挙げる著名人も多い。

## 著作
- The Innovator's Dilemma: When New Technologies Cause Great Firms to Fail, Clayton M. Christensen, Harvard Business School Press, 1997
玉田俊平太 監修、伊豆原弓 訳『イノベーションのジレンマ―技術革新が巨大企業を滅ぼすとき』（翔泳社、2001）
- The Innovator's Solution: Creating and Sustaining Successful Growth, Clayton M. Christensen, Michael E. Raynor, Harvard Business School Press, 2003
玉田俊平太 監修、櫻井祐子 訳『イノベーションへの解 利益ある成長に向けて』(翔泳社、2003)
- Innovation and the general manager, Clayton M. Christensen, Harvard Business Press, 2003
- Seeing What's Next: Using the Theories of Innovation to predict Industry Change, Clayton M. Christensen, Scott D. Anthony, Erik A. Roth, Harvard Business Press, 2004
宮本喜一 訳『明日は誰のものか―イノベーションの最終解』(ランダムハウス講談社、2005)
櫻井祐子 訳『イノベーションの最終解』(翔泳社、2014)
- Disrupting Class: How Disruptive Innovation will Change the Way the World Learns ,Clayton M. Christensen, Michael B. Horn, Curtis W. Johnson, McGraw-Hill, 2008
櫻井祐子 訳『教育×破壊的イノベーション 教育現場を抜本的に変革する』(翔泳社、2008)
- The Innovator's Prescription: A Disruptive Solution for Health Care, Clayton M. Christensen, Jerome H. Grossman, Jason Hwang, McGraw-Hill, 2008
- The Innovative University: Changing the DNA of Higher Education from the Inside Out, Clayton M. Christensen, Henry J. Eyring, John Wiley & Sons, 2011
- Innovator's DNA: Mastering the Five Skills of Disruptive Innovators, Jeff Dyer, Hal Gregersen, Clayton M. Christensen, Harvard Business School Press, 2011
櫻井祐子 訳『イノベーションのDNA 破壊的イノベータの5つのスキル』（翔泳社、2012)
- How Will You Measure Your Life?, Clayton M. Christensen, HarperCollins, 2012
櫻井祐子 訳『イノベーション・オブ・ライフ ハーバード・ビジネススクールを巣立つ君たちへ』（翔泳社、2012)
- DIAMONDハーバード・ビジネス・レビュー編集部 編訳『C.クリステンセン経営論』（ダイヤモンド社、2013）
- Competing Against Luck: The Story of Innovation and Customer Choice, Clayton M. Christensen, Karen Dillon, Taddy Hall, David S. Duncan, HarperBusiness, 2016
依田光江 訳『ジョブ理論　イノベーションを予測可能にする消費のメカニズム』（ハーパーコリンズ・ジャパン、2017）
- The Prosperity Paradox: How Innovation Can Lift Nations Out of Poverty, Clayton M. Christensen, Efosa Ojomo, Karen Dillon, HarperBusiness, 2019
依田光江 訳『繁栄のパラドクス 絶望を希望に変えるイノベーションの経済学』（ハーパーコリンズ・ジャパン、2019）

## 参照
1. ↑  “Clayton Christensen: The Survivor”.   Forbes (2011年). 2013年2月16日閲覧。
2. ↑  『C.クリステンセン経営論』
3. ↑  “Thinkers50”. 2013年11月18日閲覧。
4. ↑  “Deseret News”. 2021年11月8日閲覧。
5. ↑  “クレイトン・クリステンセン氏の死を悼んで”. 2021年11月8日閲覧。